# Algutsboda landskommun
Algutsboda landskommun var en tidigare kommun i Kronobergs län.

## Administrativ historik
När 1862 års kommunalförordningar trädde i kraft den 1 januari 1863 inrättades i Sverige cirka 2 400 landskommuner samt 89 städer och ett mindre antal köpingar. Då inrättades i Algutsboda socken i Uppvidinge härad i Småland denna kommun.
Den första av 1900-talets riksomfattande kommunreformer i Sverige år 1952 påverkade inte Algutsboda, som kvarstod som egen kommun utan sammanläggning. Den upphörde dock 1969, då området gick upp i dåvarande Emmaboda köping och därmed överfördes till Kalmar län. Sedan 1971 i Emmaboda kommun.
Kommunkoden 1952-1968 var 0708.

### Kyrklig tillhörighet
I kyrkligt hänseende tillhörde kommunen Algutsboda församling.

## Kommunvapen
Blasonering: I fält av silver två korslagda uppåtriktade blå glasblåsarpipor med anfångad röd glasmassa, i nedre vinkeln åtföljda av ett rött topografiskt barrskogstecken.
Vapnet fastställdes den 25 mars 1960. Glasblåsarpiporna syftar på glasblåsning och de fyra glasbruk som fanns i landskommunen, medan barrskogstecknet syftar på skogsbruk.

## Geografi
Algutsboda landskommun omfattade den 1 januari 1952 en areal av 319,38 km², varav 313,75 km² land.

### Tätorter i kommunen 1960
| Tätort        | Folkmängd |
| ------------- | --------- |
| Johansfors    | 568       |
| Boda glasbruk | 334       |
| Åfors         | 278       |

Tätortsgraden i kommunen var den 1 november 1960 37,4 procent.

## Politik

### Mandatfördelning i valen 1938-1966
|  | 13 | 9 | 2 |

| 23 |

| 14 |  | 10 |

| 24 |

|  | 12 | 10 | 2 |

| 24 |

| 13 | 9 |  | 2 |

| 23 |

|  | 12 | 7 | 2 | 3 |

| 21 | 4 |

| 12 | 9 |  | 3 |

| 22 |

| 13 | 9 |  | 2 |

| 22 |

| 12 | 9 |  | 3 |

| 23 |